# Ceranisus loomansi
Ceranisus loomansi är en stekelart som beskrevs av Triapitsyn och Headrick 1995. Ceranisus loomansi ingår i släktet Ceranisus och familjen finglanssteklar. Inga underarter finns listade.